# Потончан
Потончан (шп. Potonchán), у српској и старијој српско-хрватској литератури познат под именом Табаско, некадашњи мајански град, престоница мајанске краљевине Табаско, недалеко од ушћа реке Грихалва у Карипско море у данашњем Мексику.

## Историја
У време доласка Европљана у Америку, на левој обали реке Табаско, око сат хода од ушћа, налазио се мајански град Потончан, престоница мале краљевине Табаско. Ушће реке Табаско открио је Хуан де Грихалва 1518. године, који је дао реци своје име, а локални народ Маја дочекао је Шпанце пријатељски. Следеће године (1519), у реку је упловила експедиција Ернана Кортеса и заузела Потончан, а у близини се водила и битка код Сентле (1519), којом је краљевина Табаско пала под шпанску власт.

## Историјски извори
Најранији подаци о Потончану налазе се у Четвртог декади књиге О новом свету италијанског хроничара Пјетра Мартира (објављена 1521-1530). Његови извори обавештења били су посланици Ернана Кортеса који су дошли на шпански двор 1520, међу којима је био навигатор Антон де Аламинос, који је учествовао у Грихалвиној експедицији 1518, и Кортесови официри Алонсо Ернандез Портокареро и Франсиско де Монтехо, који су учествовали у освајању Потончана и бици код Сентле.

### Грихалвина експедиција (1518)
По Мартиру, дошавши на ушће велике реке којој је дао своје име, Хуан де Грихалва је на обали затекао окупљену војску локалних Индијанаца, спремних да се одупру искрцавању. Идијанских ратника било је око 6.000, наоружаних украшеним штитовима, луковима, великим дрвеним мачевима и копљима са врхом ојачаним у ватри. Уз помоћ преводилаца са Кубе, који су се могли споразумети са локалним урођеницима, успостављене су пријатељске везе и локални кацик је лично дошао на Грихалвин брод, поклонивши му оклоп од златних плочица из више делова у замену за шпанску одећу од лана и вуне. Шпанци су се искрцали на обалу земље, коју су домороци називали Колуакан (шп. Coluacan) и започели мирну трговину са Индијанцима, задржавши се као поглавичини гости неколико дана. Кацик се звао Табаско, а његов град Потончан, и имао је 15.000 домова. Куће су биле раздвојене двориштима и баштама, грађене од цигле и малтера са зиданим пећима и фурунама, а улице поплочане и било је више храмова са кулама. Било је очигледно да су домородачки столари, грнчари и друге занатлије веште у свом послу.

### Кортесова експедиција (1519)
Дошавши на ушће реке Грихалва у марту 1519, шпански бродови нису могли да уплове у реку због пешчаних спрудова, па је Кортес чамцима искрцао око 200 људи. Преводилац Херонимо де Агилар, који је добро знао мајански, покушао је да започне мирну трговину са становницима, али су ови донели малу количину хране и затражили од Шпанаца да одмах оду, претећи им смрђу ако остану. Након три дана неуспелих преговора, Кортес је искрцао још 50 људи и упутио неколико одреда под својим официрима у извиђање према граду, али су Индијанци напали један од ових одреда и потиснули га назад. Кортес је на то искрцао остатак својих људи, топове и 16 коња, али је приликом искрцавања поново нападнут. Борећи се у води до колена, око 20 Шпанаца је рањено индијанским стрелама и копљима, али Индијанци нису издржали борбу прса у прса и побегли су према граду. Шпанци су упали у град гонећи Индијанце, који су побегли из града напустивши своје домове. Тако је освојен Потончан. Кортесов секретар, Франсиско Лопез де Гомара, наводи да је градске бедеме бранило свега 400 ратника.
Неколико дана касније, 25. марта 1519, у близини града на обали реке вођена је битка код Сеутле, где су Шпанци разбили читаву индијанску војску од наводно 40.000 ратника захваљујући топовима и коњици, коју Индијанци до тада никада нису видели.

## Опис града
Мартире наводи да је по речима навигатора Аламиноса град био дугачак сат и по хода, и имао око 25.000 кућа, док су његови сапутници тврдили да је много мањи, али ипак велики и простран. Куће у граду биле су приземне, издигнуте на платформе високе до седам степеника, зидане од цигле, камена и малтера и покривене сноповима трске или сламе, док су знатније зграде биле покривене каменим плочама. Куће су биле раздвојене једна од друге најмање 3 стопе (90 цм) због опасности од пожара, а већина је била окружена двориштима и баштама, због чега је град деловао знатно већи. По Гомари, већина кућа била је зидана од черпића (блата), а око града била је дрвена ограда са прорезима за стрелце.

## У популарној култури
Потончан је приказан у првој епизоди шпанске серије Ернан (2021). У серији, град је приказан као село на обали реке са кућама од дрвета покривеним сламом.